# Alice Nellis
Alice Nellis, vlastním jménem Alice Nellisová, rozená Rychetníková, (* 3. ledna 1971 České Budějovice) je česká překladatelka, muzikantka, webová designérka, scenáristka a filmová i divadelní režisérka.

## Vzdělání
Středoškolské vzdělání získala na gymnáziu v Poděbradech, poté následovala studia hry na flétnu na konzervatoři (toto své studium řádně nedokončila), zároveň studovala anglistiku a amerikanistiku na Filozofické fakultě Univerzity Karlovy. Po řádném ukončení tohoto studia v roce 1997 se nějakou dobu živila jakožto překladatelka a hudebnice.
O několik měsíců později byla přijata ke studiu na FAMU v oboru scenáristiky a dramaturgie. Nicméně již během studia začala natáčet pro Českou televizi drobné dokumentární filmy. Studium na FAMU však nedokončila z důvodů pracovní vytíženosti při natáčení filmu Výlet.

## Profesní kariéra
V roce 2000 debutovala se svým prvním celovečerním filmem Ene bene, v roce 2002 následoval komediálně laděný snímek Výlet, v roce 2007 pak psychologická drobnokresba Tajnosti s Ivou Bittovou v hlavní roli. Tento film obdržel cenu Český lev za nejlepší snímek roku 2007. Kromě své režisérské a dramaturgické činnosti se od roku 2003 věnuje také divadelní režii. Svoji první hereckou úlohu vytvořila ve filmu režiséra Martina Šulíka Sluneční stát. Ke svému filmu Výlet napsala anglické texty písní a některé z nich i sama nazpívala.
V letech 1995–1996 pracovala pro Ministerstvo zahraničních věcí České republiky na první verzi oficiálních webových stránek České republiky.
Externě vyučuje na FAMU práci s hercem.
Na přelomu prvního a druhého desetiletí třetího milénia natočila snímky Mamas & Papas (2010) a Perfect Days (2011).
Společně s výtvarníkem Davidem Černým a hudebníkem Davidem Kollerem stála za vybudováním kulturního centra MeetFactory, otevřeného v roce 2007.
Jejím druhým manželem byl ekonom Simon Nellis. Nyní je potřetí vdaná, jejím manželem je kameraman, se kterým spolupracuje na svých filmech, Matěj Cibulka. Mají spolu jedno dítě a vychovávají dvě adoptované děti.

## Režijní filmografie
- 1997 – Objevte svoji vnitřní krásu (studentský film)
- 1998 – To je Balkán (studentský film)
- 1999 – Ene bene
- 2002 – Výlet
- 2007 – Tajnosti
- 2010 – Mamas & Papas
- 2011 – Perfect Days
- 2013 – Revival
- 2013 – Nevinné lži (televizní seriál)
- 2014 – Andělé všedního dne
- 2015 – Sedmero krkavců
- 2016 – Pustina (televizní seriál)
- 2022 – Buko

## Ocenění
- 2000 – scénář k filmu Výlet, ocenění MAXIM na festivalu FAMU 2000
- 2000 – scénář k filmu Výlet, účast na festivalu Sundance International Screenwriting Festival v USA
- 2000 – Ene bene, hlavní cena na Mezinárodním filmovém festivalu v San Franciscu USA
- 2002 – Výlet, Český lev za nejlepší scénář
- 2007 – Tajnosti, Český lev za nejlepší český film (také Český lev za nejlepší kameru)
- 2008 – Tajnosti, festival Syracuse v USA, nejlepší film, režie a střih
- 2010 – Mamas & Papas, Hamptons International Film Festival v USA
- 2016 – Pustina, Cena české filmové kritiky v kategorii Mimo kino (sdílená s Ivanem Zachariášem a Štěpánem Hulíkem)